# Masanori Yusa
Masanori Yusa (Japón, 20 de enero de 1915-8 de marzo de 1975) fue un nadador japonés especializado en pruebas de estilo, donde consiguió ser campeón olímpico en 1936 en los 100 metros.

## Carrera deportiva
En las Olimpiadas de Los Ángeles 1932 ganó el oro en los relevos de 4x200 metros estilo libre.
En los Juegos Olímpicos de Berlín 1936 ganó la medalla de oro en los relevos de 4x200 metros libre —por delante de Estados Unidos y Hungría, y la plata en los 100 metros estilo libre, con un tiempo de 57.9 segundos, tras el húngaro Ferenc Csik y por delante de su paisano japonés Shigeo Arai.